# Chardonneret rouge
Spinus cucullatus
Espèce
Statut de conservation UICN

 EN A2d : En danger
Statut CITES
Le Tarin rouge du Vénézuela, improprement appelé chardonneret rouge (Spinus cucullatus, anciennement Carduelis cucullata) est une espèce de passereaux de la famille des fringillidés (ou Fringillidae).

## Description
Cet oiseau mesure environ 11,5 cm de longueur. Il présente un dimorphisme sexuel : le mâle a les ailes rouges et noires tandis que la femelle, plus terne, les a orange et grises.
La tête est noire, le dessus du corps et les bords du cou vermillon avec des reflets métalliques sur le bas du dos, la poitrine rouge orangé, les yeux marron foncé, le bec corne et les pattes brun gris clair.
Il apparait sur les billets de 100 bolivars vénézuéliens.

## Répartition
Originellement, cet oiseau vit au nord du Venezuela (de Falcon à Sucre) et dans la Cordillère de Merida se prolongeant sur l’extrême nord de la Cordillère Orientale dans le nord de la Colombie avec les îles Gasparea et Monos.
Actuellement, six minuscules poches très isolées sont connues au Venezuela : Cabimas et La Vela (Falcon), Maiquetia (Aragua), Cumana (Sucre), Molatan et Valero (Trujillo) et une septième à Cucuta en Colombie (extrême nord de la Cordillère Orientale). Il faut ajouter la population nouvellement découverte dans le sud du Rupununi, sud-ouest du Guyana.

## Découverte
Mark B. Robbins, de l’université du Kansas, Michael J. Braun, du Smithsonian Institution et Davis W. Finch, de WINGS en Arizona, ont exploré la région peu étudiée de Rupununi dans le sud-ouest du Guyana. Le 12 avril 2000, alors qu’il observait un groupe d’oiseaux entre la lisière d’une forêt et la savane, Mark Robbins entendit un petit groupe d’oiseaux de type Carduelis voler au-dessus de sa tête. Il localisa ce groupe quelques minutes plus tard mais sachant qu’il n’y a pas d’espèces de chardonneret dans la région, il fut sidéré de voir cinq chardonnerets rouges (trois mâles et deux femelles, tous adultes) perchés à environ 15 m de hauteur à la cime d’un arbre défolié (Robbins et al. 2003).

## Habitat
Au Venezuela et en Colombie, le chardonneret rouge habite les zones couvertes de buissons épineux et de cactus, les fourrés et les broussailles, les plaines rocailleuses et sèches, les lisières de forêt sempervirente et les aires couvertes de plantes herbacées et parsemées de quelques arbres entre 300 et 1 200 m mais souvent à proximité d’un point d’eau. À Porto Rico, il fréquente les zones herbeuses humides faisant transition avec la forêt ouverte (Ottaviani 2011).
Au Guyana, Robbins et al. (2003) ont décrit une zone ouverte de savane herbeuse dominée par une espèce d’herbe pérenne Trachypogon plumosus, poacée, et des arbres de savane Curatella americana, dilléniacée. Le paysage présente également de petites montagnes granitiques en forme de dôme recouvertes d’une forêt semi-humide et éparse. La savane est parsemée de fragments forestiers isolés d’une superficie allant de quelques mètres carrés à plusieurs kilomètres carrés et apparaissant comme des îlots de forêt dans l’étendue herbeuse. La savane fait ensuite transition avec la vaste forêt humide mais que les chardonnerets ne pénètrent pas. La saison sèche commence en septembre et se prolonge jusqu’en avril tandis que la saison humide a lieu de la fin-avril à août.

## Alimentation
Selon Coats & Rivero (1984) et Candeal (1995), son alimentation se compose de fleurs ou de graines de pissenlit Taraxacum officinale (astéracée), de plantain Plantago major (plantaginacée), de botonera Borreria verticillata (rubiacée), d’un anis Pimpinella sp. (apiacée), de Tribulus cistoides (zygophyllacée), de Pehria compacta (lythracée), d’une érythrine Erythrina poepigiana (fabacée) et d’une moutarde Brassica sp. (brassicacée).
Au Guyana, en avril, les chardonnerets rouges se nourrissaient de boutons floraux d’une vigne Wedelia calycina (astéracée) mais surtout de graines de Curatella americana et de fruits d’un gui Phoradendron sp. (loranthacée). Ils privilégiaient nettement les zones abritant ces deux dernières plantes. En octobre et en novembre, ils consommaient des figues Ficus sp. et, à nouveau, des bourgeons floraux et des graines de Curatella. Pendant les deux périodes d’observation (avril et octobre-novembre), ils se nourrissaient aussi de graines de plantes herbacées (Robbins et al. 2003).

## Nidification
Au Venezuela et en Colombie, elle a lieu de mars à avril et d’août à septembre. La femelle construit un nid dans la couronne d’un grand arbre, parfois dans la rosette d’une broméliacée ou, plus bas, dans un buisson, parfois en association avec la broméliacée filamenteuse Tillandsia usneoides qui pend aux branches et qu’on appelle « barba de palo » au Venezuela. Elle confectionne une petite coupe de 10 cm de diamètre avec des racines, des herbes sèches et de la mousse qu’elle tapisse intérieurement de duvet végétal avec parfois des fragments de ces filaments. Le nid contient trois-quatre œufs blanc rosâtre tachetés de brun noir et de brun roux au gros pôle qu’elle couve pendant 12-13 jours (Candeal 1995, López-Lanús 2000).

## Origine de la population du Guyana
Cette population se trouve isolée à 950 km de celle du Venezuela, séparée par une vaste zone de forêt pluviale et par les tépuis. Si on admet qu’elle descend de celle vénézuélienne (origine vicariante), l’histoire de la végétation, l’étude des barrières géographiques et la géologie du nord de l’Amérique du Sud suggèrent qu’elle est restée isolée depuis environ 8 000 à 10 000 ans. On suppose aussi que le chardonneret rouge de Rupununi devait jadis avoir une distribution continue entre les savanes et les zones boisées du Roraima-Rupununi et jusqu’aux savanes côtières du Guyana et du Venezuela. Mais c’est une espèce grégaire et semi-erratique qui niche en colonies, la possibilité qu’elle ait pu atteindre récemment le Guyana par des déplacements au long cours ne doit pas être exclue. Elle ne semble pas avoir divergé sur le plan du plumage et de la morphométrie mais des études génétiques comparatives sont prévues.

## Statut, menaces
Originellement, le chardonneret rouge habitait le Venezuela avec les îles Gasparea et Monos ainsi que le nord de la Colombie. De tout temps, il a été gardé en captivité dans sa patrie d’origine par la population locale. Puis son commerce s’étendit aux pays voisins mais sans dépasser l’Amérique centrale et le nord de l’Amérique du Sud. Ce n’est qu’au XIXe siècle que son exportation prit de l’ampleur pour approvisionner d’abord les oiselleries d’Amérique du Nord et du Sud puis d’Europe. Mais quand on s’aperçut qu’on pouvait le croiser avec le canari domestique et que cet hybride permettait d’obtenir, par croisement d’absorption, des canaris rouges, la demande devint rapidement très forte et le prix des chardonnerets se mit à flamber. Des milliers d’éleveurs voulaient être les premiers à produire ces fameux canaris à facteur rouge tant convoités. Dès lors, les piégeurs et les oiseleurs du Venezuela et de la Colombie exercèrent des captures à grande échelle et on estime que plusieurs milliers de chardonnerets furent ainsi prélevés chaque année. Mais ce trafic qui continue de nos jours, même s’il s’est ralenti, est d’autant plus scandaleux que de nombreux sujets périssent pendant les transports. Par ailleurs, le sex-ratio de la population sauvage laisse apparaître un net déficit en mâles, plus particulièrement convoités pour leur couleur rouge.

## Législation
Le chardonneret rouge est protégé par le gouvernement vénézuélien depuis les années 1940, par la Convention on International Trade in Endangered Species (CITES) depuis 1975 et répertorié comme espèce en danger par l’U.S. Fish and Wildlife Service depuis 1976. Aux États-Unis, il est strictement interdit aux éleveurs d’acheter ou vendre des chardonnerets rouges sans une autorisation spéciale délivrée par l’U.S. Fish and Wildlife. En 1983, il figurait sur la liste des oiseaux menacés d’extinction de la Convention de Washington. De nos jours, il est toujours inscrit en annexe 1 de cette convention, ce qui signifie que son commerce international est strictement interdit. Par ailleurs, il est protégé par une autre loi, nationale cette fois (gouvernement du Venezuela) qui stipule que toute espèce indigène (animale ou végétale) est strictement protégée.
Au Guyana, le chardonneret rouge est protégé par une loi internationale de la « Convention of International Trade in Endangered Species of Wild Fauna and Flore » (CITES) (annexe 1) et de la « U. S. Endangered Species Act. Prohibition of Trade of Red Siskins » ainsi que par une loi nationale recommandée par le « Management Authority of the Guyanese Wildlife Division ». Malgré cette protection, des chardonnerets rouges sont toujours exportés illégalement du Venezuela en Europe via certains pays comme la Hollande qui n’est pas signataire de la CITES. La conservation de cette espèce passe donc par une coopération internationale, la création d’un organisme d’application des lois et une concertation entre propriétaires terriens, aviculteurs et protecteurs. Les auteurs espèrent que la relative inaccessibilité du site du Guyana et l’écotourisme du ranch assurent une protection non seulement au chardonneret rouge mais aussi à d’autres espèces d’oiseaux (Robbins et al. 2003).

## Mesures de conservation
Robbins et al. (2003) ont décidé de garder secrète la localité exacte de leur découverte jusqu’à ce qu’un plan de conservation, apportant une protection gouvernementale, soit mis en place. Actuellement le plan de conservation du chardonneret rouge au Guyana comprend une protection gouvernementale et une sensibilisation de la population locale aux dangers des captures et des feux de brousse mais il comporte aussi trois mesures à prendre :
• l’instauration d’autres zones protégées.
• des études écologiques afin de déterminer les exigences de l’espèce pour une meilleure conservation.
• des études génétiques pour une meilleure connaissance de la population et donc une meilleure protection.